# Villa Verde
Villa Verde (sardinski: Bàini) je grad i općina (comune) u pokrajini Oristanu u regiji Sardiniji, Italija. Nalazi se na nadmorskoj visini od 204 metra i ima 319 stanovnika.
 Prostire se na 17,65 km². Gustoća naseljenosti je 18 st/km².
Susjedne općine su: Ales, Palmas Arborea, Pau, Usellus i Villaurbana.